# Microsoft Certified Professional

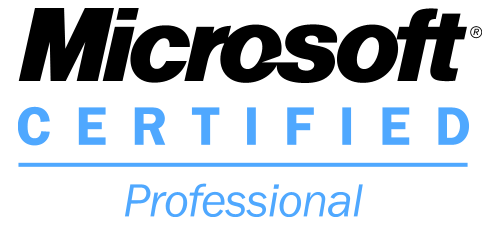
Microsoft Certified Professional logo

Microsoft Certified Professional (MCP) is een certificatie van Microsoft die behaald kan worden door het slagen op minstens een van hun certificatie-examens, in een van hun erkende examencentra.
Door het behalen van meerdere certificaten van Microsoft kan men doorgroeien tot:
- Microsoft Certified IT Professional
- Microsoft Certified Master
- Microsoft Certified Architect
- Microsoft Certified Developer
- Microsoft Certified Technology Specialist
- Microsoft Certified Trainer.

De examens kosten tussen de 75 en de 165 euro. Voor elk examen staat twee tot drie uur de tijd, met 40 tot 90 meerkeuze-, drag-and-drop and simulated content vragen.